# تام أوشوجنسي
تام أوشوجنسي (بالإنجليزية: Tam O'Shaughnessy)‏ هي لاعب كرة مضرب وكاتبة للأطفال وعالمة نفس وكاتِبة أمريكية، ولدت في 27 يناير 1952 في سان أندرياس في الولايات المتحدة.

## وصلات خارجية
- تام أوشوجنسي على موقع رابطة محترفات التنس (الإنجليزية)
- تام أوشوجنسي على موقع الاتحاد الدولي لكرة المضرب (الإنجليزية)